# Alexander Lynggaard
Alexander Lynggaard (Køge, 27 de marzo de 1990) es un jugador de balonmano danés que juega como pívot en el Bjerringbro-Silkeborg. Es internacional con la Selección de balonmano de Dinamarca.
Con la selección debutó en 2015, siendo el Campeonato Europeo de Balonmano Masculino de 2016 el primero que disputó con la selección.

## Clubes
- Nordsjaelland HB ( -2013)
- Saint-Raphaël VHB (2013-2021)
- Bjerringbro-Silkeborg (2021- )